# Cruralgie
La cruralgie ou névralgie crurale est une douleur de la face antérieure du membre inférieur, causée par une irritation ou une compression du nerf fémoral (anciennement nerf crural) ou d'une de ses racines (L3 ou L4). 
La douleur part du bas du dos et descend devant la cuisse, jusqu'au genou, jusqu'à la face interne de la jambe (cruris en latin), voire jusqu'au creux plantaire. La douleur, de type névralgique, est due à des lésions axonales (axonotmèse), tronculaires (neurotmèse) ou rachidiennes, l'irritation d'une des racines comprimant le nerf crural (maintenant appelé nerf fémoral), au niveau de L3 (entre L1, L2, L3, L4, voire S1 selon les auteurs d'anatomie). Selon la racine irritée, le trajet de la douleur sera différent.
La physiopathologie, la prise en charge et l'évolution de la névralgie crurale sont relativement similaires à ce que l'on retrouve dans la sciatique.
Il ne faut pas la confondre avec la sciatique qui est causée par le nerf sciatique et dont le trajet douloureux se situe grossièrement soit sur la face latérale du membre inférieur (L5) soit sur sa face postérieure (S1)

## Épidémiologie
C'est habituellement un sujet âgé de 50 à 60 ans, qui est sujet à la cruralgie.

## Physiopathologie

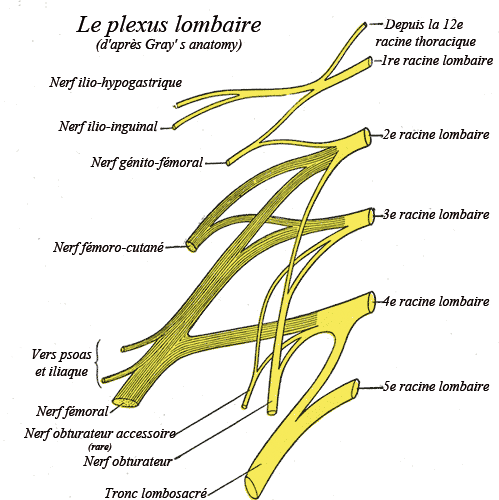
Origine du nerf fémoral.

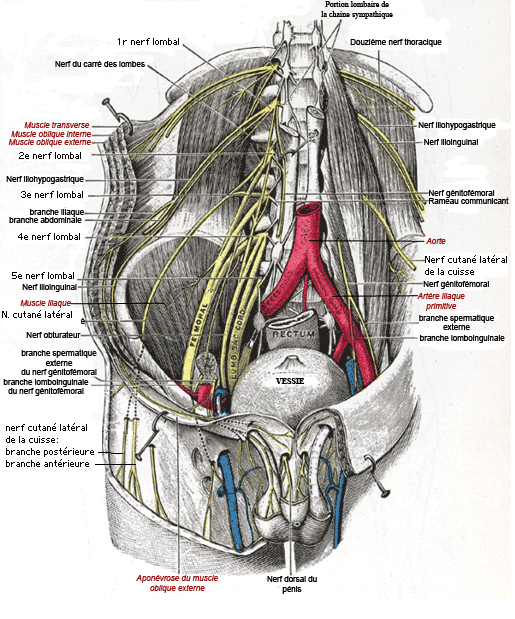
Rapports du nerf fémoral au niveau abdominopelvien.

Les causes sont les mêmes que pour la sciatique :
- Hernie discale
- Processus tumoral (bénin ou malin)
- Processus infectieux (spondylodiscite, épidurite)
- Fracture ou fracture-tassement vertébral
- Sténose du canal rachidien
- Méningo-radiculite infectieuse (Borréliose, HSV)
- Tumeur ou abcès pelvien de l'aorte

ou peuvent être plus locales :
- Hématome du psoas (sous anticoagulant)

## Diagnostic

### Signes fonctionnels
- Douleurs intermittentes, à la face extérieure de la hanche, au niveau de l'aine et sur le devant de la cuisse.
- Majorées lors des efforts de toux ou à la défécation.
- Calmées par le repos en position allongée ou debout
- Déclenchées par la position assise (notamment en voiture)
- Pour les hommes une douleur au toucher du testicule, voire un gonflement de celui-ci.
- Accompagnées d'un cortège de symptômes tel des paresthésies, une allodynie ou une anesthésie

### Examen clinique
Le signe de Lasègue inversé, aussi appelé « signe de Leri », est positif : à plat ventre, l'extension forcée en arrière de la jambe réveille la douleur.
Elle est aussi réveillée par l'extension de la cuisse genou fléchi.

### Examens complémentaires
Le scanner ou l'IRM du rachis lombaire apportent des renseignements d'ordre topographique et permettent d'apprécier le degré de compression des racines nerveuses.

## Prise en charge
Les traitements sont les mêmes que ceux de la sciatique.

## Évolution et complications
Signe de gravité : cruralgie paralysante, cruralgie hyperalgique.

## Liens
- Ressources relatives à la santé :   - ICD-10 Version:2016
  - ICD9Data.com